# MISS MERCY
MISS MERCY(미스 머시)는 스타더스트 프로모션에 소속된 일본의 여성 아이돌 그룹이다.

## 개요
2018년, 스타더스트 프로모션 제작 1부(현 제1사업부)에 소속된 여성 탤런트로부터 선발된 멤버에 의한 프로젝트가 개시되었다. 약 4년에 걸친 보컬, 댄스 레슨을 거쳐, 2022년 2월 9일에 스타더스트 프로모션 최초의 여성 패션 부문 출신 멤버에 의한 댄스 보컬 그룹 「MISS MERCY」가 발족했다.

## 구성원
- MIYU (본명 : 후쿠시마 미유(福島未悠), 2006년 2월 13일 ~ , 19세, 사이타마현 출신)
- ION (본명 : 오바타 이온(小畑依音), 2004년 10월 26일 ~ , 20세, 가나가와현 출신)
- SHUKA (본명 : 쿠시 슈카(具志柊花), 2006년 11월 23일 ~ , 18세, 가나가와 현 출신)
- KAREN (본명 : 쿠보 카렌(久保歌恋), 2008년 12월 25일 ~ , 16세, 미에현 출신) - 최연소
- SARA (본명 : 타카오카 사라(高岡紗羅), 2008년 11월 25일 ~ , 16세, 사이타마 현 출신)
- COCONA (본명 : 후지타니 코코나(藤谷胡々菜), 2006년 3월 15일 ~ , 19세, 도쿄도 출신)
- YUKI (본명 : 시오야 유키(汐谷友希), 2004년 9월 14일 ~ , 20세, 시즈오카현 출신) - 최연장자

### 전 구성원
- ERIKA (본명 : 타키자와 에리카(滝澤エリカ), 2005년 9월 4일 ~ , 19세, 도쿄 도 출신) - 2023년 2월 1일 탈퇴.
- MOMOKA (본명 : 시마다 모모카(島田桃花), 2004년 9월 25일 ~ , 20세, 사이타마 현 출신) - 초대 리더, 2023년 5월 31일 탈퇴 및 소속사 퇴소.
- RINA (본명 : 코미야마 리나(小宮山莉渚), 2005년 7월 17일 ~ , 20세, 미야기현 출신) - 2025년 2월 24일 탈퇴.

## 작품

### 착신 싱글
1. Cinderella (2022년 3월 2일)
2. Belle (2022년 5월 11일)
3. Jasmine (2022년 9월 3일)
4. Catch me! (2023년 5월 23일)
5. Gravity (2023년 10월 25일)
6. UNSTOPPABLE (2023년 11월 15일)
7. STARGLOWS (2023년 12월 20일)
8. Welcome To The Show (2024년 6월 19일)
9. Beauty (2024년 8월 13일)
10. AISHITE (2024년 11월 20일)
11. Love Fool (2024년 12월 25일)

### 미니 앨범
1. GIRLS NEW ERA	(2023년 7월 8일)
2. Turn Up (2024년 7월 10일 선행 착신 / 7월 14일)